# Адамовка (Переволоцький район)
Ада́мовка (рос. Адамовка) — село у складі Переволоцького району Оренбурзької області, Росія.

## Населення
Населення — 475 осіб (2010; 494 у 2002).
Національний склад (станом на 2002 рік):
- росіяни — 74 %